# Ford Puma (1997)
Ne doit pas être confondu avec Ford Puma (2019).
 (avril 2023).
Si vous disposez d'ouvrages ou d'articles de référence ou si vous connaissez des sites web de qualité traitant du thème abordé ici, merci de compléter l'article en donnant les références utiles à sa vérifiabilité et en les liant à la section « Notes et références ».
La Ford Puma est un petit coupé produit par Ford de 1997 à 2002. Il est fabriqué à Cologne en Allemagne. Son nom Puma est repris par Ford en 2019 pour nommer un crossover.

## Détails techniques
Toutes les Puma sont des coupés trois portes quatre places à traction avant et à moteur avant. Elles sont livrées de série avec des jantes en alliage de 15 pouces (bien que la Ford Puma Racing soit équipée de jantes en alliage de 17 pouces), avec des freins à disque avant et à tambour arrière. La Puma est conçue sur une plate-forme de Fiesta châssis Mk4 avec une nouvelle motorisation (moteurs codéveloppés avec Yamaha), une nouvelle carrosserie, une suspension modifiée, une voie plus large et une boîte de vitesses à rapport rapproché entre autres.
Le modèle est décliné avec quatre motorisations : Zetec-SE de 1,4 L (91 ch-67 kW) (1997-2000), Zetec-SE de 1,6 L (104 ch-76 kW) (2000-2001), Zetec-SE VCT de 1,7 L (125 ch-92 kW) (utilisé uniquement dans la Puma), et Zetec-SE VCT de Tickford de 1.,7 L (155 ch-114 kW) (qui n'a été utilisé que dans la Ford Puma Racing), chacun d'eux utilisant les moteurs Sigma 16v de Ford sous la marque Zetec-SE, ce dernier, produit à seulement 500 exemplaires pour la Grande-Bretagne, est réputé pour son exceptionnelle tenue de route. De plus, les moteurs de 1,7 litre utilisaient un revêtement de cylindre Nikasil, qui nécessitait une qualité d'huile spécifique (5W30 semi-synthétique) pour minimiser l'usure mécanique.
Le parcours de production du moteur VCT de 1,7 litre était assez intéressant. Des blocs-cylindres usinés ont été expédiés depuis l'usine Ford de Valence en Espagne vers l'usine Yamaha au Japon pour le revêtement et la finition Nikasil. Ceux-ci étaient ensuite renvoyés à l'usine Ford de Cologne où la Puma était assemblée.
Toutes les Puma à moteur de 1,7 litre étaient équipées d'un contrôle de traction à basse vitesse et de freins antiblocage. Le système de freinage antiblocage était facultatif dans la Puma de 1,4 litre.
Au cours de la période de production relativement courte, environ 133 000 Puma ont été construites (tous les modèles, y compris la Ford Puma Racing). À son apogée, 52 950 unités étaient enregistrées auprès de la DVLA du Royaume-Uni, qui est depuis réduite à 9 191 unités (dont 5 507 ayant reçu une notification statutaire hors route (NSHR) au troisième trimestre 2020.

### Moteurs
| Moteur en litre (cm3),        | Puissance                      | Couple  | 0–100 km/h | Vitesse de pointe |
| ----------------------------- | ------------------------------ | ------- | ---------- | ----------------- |
| 16-V de 1,4 L (1 388 cm3)     | 91 ch (67 kW) à 5 500 tr/min   | 125 N m | 10,8 s     | 180 km/h          |
| 16-V de 1,6 L (1 596 cm3)     | 104 ch (76 kW) à 6 000 tr/min  | 145 N m | 10,1 s     | 190 km/h          |
| VCT 16-V de 1,7 L (1 679 cm3) | 125 ch (92 kW) à 6 300 tr/min  | 157 N m | 9,2 s      | 203 km/h          |
| VCT 16-V de 1,7 L (1 679 cm3) | 155 ch (114 kW) à 7 000 tr/min | 162 N m | 7,9 s      | 203 km/h          |

## Variantes en édition spéciale

### Millennium
- Années disponibles : 1999(V) à 2000(X)
- Quantité produite : 1 000
- Quantité de pointe enregistrée au DVLA (Royaume-Uni) : 899 (quatrième trimestre 2001)[2]
- Quantité restante enregistrée auprès du DVLA (Royaume-Uni) : 344 (dont 227 qui sont des notifications statutaires hors route) au troisième trimestre 2020[2]

Les voitures Ford Millennium Edition ont été produites pour commémorer le Millennium Products Award du Design Council en 1999 pour être «La première Ford de Grande-Bretagne conçue uniquement sur ordinateur et en un temps record». La Puma Millennium Edition présente une peinture Zinc Yellow accrocheuse et un intérieur en cuir Alchemy Blue (bleu foncé/marine) avec des sièges Recaro. Un badge numéroté et un porte-clés étaient disponibles à l'achat chez Ford, mais les voitures n'étaient pas automatiquement numérotées.
La Ford Ka et la Focus ont également reçu la même récompense et ont également été produites dans la même quantité et la même peinture, mais avec des intérieurs en cuir noir.

### Black
- Années disponibles : 2000(X) à 2001(51)
- Quantité produite : 1 600
- Quantité de pointe enregistrée au DVLA (Royaume-Uni) : 1 579 (quatrième trimestre 2003)[2]
- Quantité restante enregistrée auprès du DVLA (Royaume-Uni) : 366 (dont 226 qui sont des notifications statutaires hors route) au troisième trimestre 2020[2]

La Puma Black présentait un intérieur en cuir Midnight Black (gris foncé), peinture Panther Black et jantes en alliage de style F1 de Ford. La quantité originale de Puma Black était censée être de seulement 1 000, mais comme l'édition s'est avérée populaire, 600 autres ont été produites.

### Thunder
- Années disponibles : 2000(X) à 2002(52)
- Quantité produite : 2 000 (dont 1 000 en Moondust Silver et 1 000 en Magnum Grey)
- Quantité de pointe enregistrée au DVLA (Royaume-Uni) : 1 908 (quatrième trimestre 2002)[2]
- Quantité restante enregistrée auprès du DVLA (Royaume-Uni) : 705 (dont 360 qui sont des notifications statutaires hors route) au troisième trimestre 2020[2]

Ce sont parmi les 2 000 Puma finales produites. Bien que Moondust Silver était disponible pendant toute la durée de la production, Magnum Grey n'était disponible que sur la Thunder Edition. Toutes les Thunder Edition présentent un intérieur en cuir Midnight Black (gris foncé), un lecteur CD à six disques et des jantes en alliage à rayons multiples similaires à celles de la Fiesta Zetec-S.

### Ford Puma Racing (FPR)
- Années disponibles : 1999(V) à 2001(51)
- Quantité produite : 500 (toutes numérotées sur le collecteur d'admission)

La Ford Puma Racing a finalement été le nom donné au concept Puma de Ford, la Puma ST160 Concept, qui a été dévoilé pour la première fois au public au Salon de Genève de 1999. À l'époque, Ford tenait à souligner qu'il ne s'agissait pas d'un simple travail de style et que l'idée était de transférer le savoir-faire et la technologie appris directement pendant les programmes de course et de rallye à une Ford Puma de route. Elle a été créée à Boreham par l'équipe de spécialistes Ford Rally. Le cycle de production strictement limité était initialement conçu pour fabriquer 1000 unités, dont 500 destinées au marché allemand et 500 au Royaume-Uni.
La version Racing est fabriquée en collaboration avec le préparateur Tickford basé en Angleterre. En fin de compte, seuls les 500 destinées au marché britannique ont été produites et vendues. Les voitures sont fabriquées en Allemagne puis envoyées en Angleterre pour recevoir un kit de carrosserie, une préparation du moteur, un freinage renforcé et des sièges baquets.
Moins de la moitié des 500 voitures ont été directement vendues aux clients, le prix élevé du véhicule (23 000 £ lorsqu'elle est neuve) étant souvent cité comme une raison, des voitures de performance rivales telles que la Subaru Impreza (avec 50 ch (37 kW) de plus et Turbo supplémentaires, quatre roues motrices et pedigrees de rallye) étaient proposés pour un maximum de 21 000 £ avec la finition Pro Drive en option. La demande plus faible que prévu a amené Ford à proposer des Puma Racing aux cadres supérieurs via son programme MRC, qui a permis aux voitures de continuer à être enregistrées et converties. Le manque de demande lorsqu'elle était neuve lui a permis de maintenir une valeur accrue par rapport au Puma standard en raison de sa rareté.

#### Système de freinage de course
Pour la Puma Racing, Ford s'est associé à Alcon Design pour produire un système de freinage à 4 pistons pour le sport automobile. Les étriers de frein avant Alcon Racing utilisent des disques de 295 mm x 28 mm (disques de 253 mm à l'arrière). Ces freins sont l'un des attributs déterminants de la Puma Racing et ils contribuent considérablement à permettre à la voiture standard de 1 174 kg de tirer une force de freinage substantielle de 1,1 g sur le sec. Cela se compare bien face à la capacité de la Puma normale à atteindre 0,7 g sur des disques et des étriers de frein standards, plus petits, de 258 mm x 22 mm.
Les étriers de frein eux-mêmes, étant dérivés d'une configuration de course, ne sont pas équipés de soufflets de protection en caoutchouc qui empêchent la poussière et les débris de frein d'entrer en contact avec les pistons de frein. Cela signifie que les freins doivent être entretenus régulièrement (entièrement démontés et correctement nettoyés) pour maintenir leur efficacité. De plus, les parties internes de l'étrier étaient en aluminium non peint et sont susceptibles de corrosion.

#### Carrosserie et manutention
La carrosserie était renforcée par des porte-à-faux avant et arrière en acier plus larges et légers; ceux-ci couvraient une voie sensiblement élargie à l'avant et à l'arrière, nécessitant des arbres de transmission plus longs, uniques à la Puma Racing. Un séparateur d'air avant aérodynamique et un pare-chocs avant plus large et modifié avec une calandre sport ont été utilisés. Les roues sont en alliage MiM Speedline de 17 x 7,5 pouces (avec un décalage ET28) et utilisent des pneus 215/40 17 (les pneus d'origine étaient des Michelin SXGT 215/40 R17), cela augmente la largeur de 1674 mm à 1770 mm. La Puma S1600 de rallye est à peine 35 mm plus large que cela.
La suspension de la Puma Racing a été développée et perfectionnée par la division spécialisée de Ford à Boreham, dans l'Essex, et les coques monocoque des voitures ont été conçues à l'origine pour la participation de Ford en WRC. Stig Blomqvist a passé des mois à peaufiner la maniabilité de la voiture pour assurer la dynamique de son châssis là où elle était perfectionnée. La voie plus large, les ressorts renforcés, les amortisseurs et les réglages spéciaux de la géométrie ont raffiné l'équilibre en virage de la voiture, à un niveau au-delà de la maniabilité déjà excellente de la voiture standard. Le résultat de l'amélioration de la finesse du châssis était un biais en faveur des pistes, d'où la conduite très ferme de la voiture.
Toutes les Puma Racing ont quitté l'usine peintes en Imperial Blue métal pour signifier leur statut d'édition spéciale de course. Cette couleur n'a été utilisée par Ford que sur une gamme sélectionnée de voitures telles que les modèles Ford Escort Cosworth et Ford Focus Mk.1 RS. La couleur n'était pas disponible sur les Puma ordinaires du marché britannique.

#### Boîte de vitesses et différentiel à glissement limité en option
La boîte de vitesses IB5 standard a été renforcée sur la Puma Racing par rapport aux modèles standard. Elle contient des arbres modifiés, qui ont été grenaillés pour résister à la charge supplémentaire qui leur est imposée. Cela a permis d'utiliser un logiciel révisé pour le module de commande du groupe motopropulseur, permettant d'utiliser plus de puissance et de couple dans les rapports inférieurs.
De plus, Ford Racing proposait un différentiel à glissement limité en option pour encore améliorer la maniabilité, seules 75 voitures étaient en fait équipées de cette option d'usine, mais depuis lors, les propriétaires ultérieurs l'ont réajustée.

#### Intérieur inspiré de la course
Sparco a été chargé de fournir des sièges baquets à haute adhérence pour un meilleur contrôle du conducteur dans les virages. Les garnitures en Alcantara bleu utilisées sur les sièges et le volant ont amélioré l'adhérence par rapport aux autres types de matériaux. Les poches pour carte dans les portes, les sièges arrière et l'arrière de l'intérieur étaient également garnis du même matériau et les sièges avant étaient brodés de l'emblème Ford Racing.

#### Moteur de la FPR
La mission de conception originale était d'atteindre 182 ch (134 kW) avec un moteur Zetec SE de 1,7 litre équipé d'un turbocompresseur. Cependant, en raison de la montée en flèche des coûts du projet, cela n'a pas été atteint et les ingénieurs de la Puma Racing ont finalement été contraints de conserver leurs modifications avec un moteur atmosphérique. La majorité du moteur est restée inchangée par rapport au Zetec SE de 1,7 L utilisé dans la Puma standard. Seuls les arbres à cames, l'admission d'air (avec le numéro d'édition unique gravé dessus), un système d'échappement complet spécialement réglé par Janspeed et un logiciel de gestion du moteur révisé ont contribué à augmenter la puissance de 30 ch (22 kW), réduisant le temps du 0-100 km/h à 7,8 secondes.

### S
En France, une série spéciale S est sortie sur les modèles 1.4-16V et 1.7-16V en 2000. Disposant du même moteur mais ayant plus d'équipement :
- 1.4 :
  - Jantes en alliage 15 pouces x 6 série Limitée avec pneus 195/50 ;
  - Garnissage intérieur avec inserts bleus ;
  - Sièges Hybrid « cuir et tissus » avec coutures bleues Silverstone ;
  - Double verrouillage central + commande à distance et alarme périmétrique ;
  - Couleur extérieure possible : gris lunaire et bleu de Gênes.

- 1.7 :
  - Jantes en alliage 15 pouces x 6 série limitée avec pneus 195/50 ;
  - Garnissage intérieur avec inserts bleus ;
  - Sièges « RECARO cuir » avec couture bleues et réglage électrique en hauteur du siège conducteur ;
  - Système audio Ford Platinium 6000N CD ;
  - Double verrouillage central + commande à distance et alarme périmétrique ;
  - Couleur extérieure possible : Gris Lunaire et Bleu de Gênes ;

Chiffres de production : 129 399 exemplaires.

## Course

### Rallye
En 2008, Luke Pinder a couru dans la catégorie R2 du British Rally Championship dans une Ford Puma Super 1600.
Ford a produit une Ford Puma en kit, spécialement conçue pour le rallye. Les détails techniques de la Puma comprenaient un moteur quatre cylindres Zetec SE 16 soupapes de 1 596 cm3 tout en alliage, puissance supérieure à 204 ch (150 kW) à 9 000 tr/min, traction avant via une boîte de vitesses Hewland à six rapports séquentielle, différentiel à glissement limité, suspension avant dynamique utilisant des jambes de force MacPherson avec des plates-formes à ressort réglables, poutre arrière à bras oscillant Ford Racing avec suspension dynamique réglable, freins avant Alcon avec disques ventilés de 355 mm de diamètre et étriers à quatre pistons, freins arrière Alcon avec disques pleins de 260 mm de diamètre avec étriers à deux pistons, un arceau de sécurité en acier soudé et passages de roues avant et arrière et pare-chocs en composite.
Le réservoir de carburant était un réservoir FIA de style «sac» d’une capacité de 55 litres situé sous le plancher arrière. Les roues étaient des Tarmac 7 x 17 en aluminium ou des roues de 6 x 15 en aluminium pour le gravier.

## Style et publicité
Stylistiquement, la Puma a suivi la stratégie de conception New Edge de Ford, comme on l'a vue pour la première fois sur la Ford Ka de 1996. Bien qu'elle ne soit pas aussi controversée que la Ka lors de sa première apparition, la Puma a été acclamée par la critique pour ses éléments de conception bien proportionnés et ressemblant à un chat.
La Puma était mémorable pour sa campagne de lancement paneuropéenne mettant en vedette Steve McQueen. La publicité télévisée originale du Royaume-Uni utilisait des extraits du film Bullitt et a coupé McQueen dans le décor moderne d'une Puma à San Francisco. Au quatrième trimestre 2004, Ford a de nouveau utilisé des images de McQueen pour la première publicité de la Ford Mustang de 2005 aux États-Unis. Les deux publicités ont été réalisées par le réalisateur britannique Paul Street et ont remporté de nombreux prix dans l'industrie de la publicité, figurant dans le top 10 de tous les temps.

## Arrêt
La Puma n'était vendue qu'en Europe. La production a pris fin en 2001, mais la vente des véhicules de série s'est poursuivie en 2002. Ford ne l'a pas remplacé par un autre petit coupé, mais a présenté à la place la Ford StreetKa, un cabriolet deux places basé sur la Fiesta comme l'était la Puma. Le StreetKa empruntait également la transmission et la suspension de la Puma. Environ 9 191 Ford Puma (y compris les voitures déclarées comme notification statutaire hors route) restent enregistrées auprès de la DVLA du Royaume-Uni au troisième trimestre 2020.
En avril 2019, Ford annonce ressusciter le nom Puma sur un nouveau crossover urbain fin 2019. Le Ford Puma II est dévoilé le 26 juin 2019 à Düsseldorf en Allemagne, avant son exposition publique au salon de Francfort en septembre 2019. Il est commercialisé à partir de décembre 2019 et repose sur la même plate-forme que la Ford Fiesta VII.
La nouvelle Ford Puma affiche désormais un style SUV et propose une version hybride légère de 48 volts. Elle présente une caisse surélevée. Le volume du coffre passe à 456 litres. La production est réalisée dans l'usine Ford située à Craiova, en Roumanie.

## Récompenses
- 1997 : Nommée voiture de l'année par Top Gear pour «l'incroyable sentiment et sensation de conduite»[13]
- 1999 : Design Council Millennium Products Award pour «La première Ford de Grande-Bretagne conçue uniquement sur ordinateur et en un temps record».
- 2001 : What Car ? : Voiture de sport d'occasion de l'année - Ford Puma de 1,7 L
- 2004 : What Car ? : Meilleure voiture de sport d'occasion de l'année à moins de 10000 £ - Ford Puma de 1,7 L[14]
- 2011 : What Car ? : Meilleur "Gemme pour moins de 1 000 £" - Ford Puma de 1,7 L